# Simon Drakoel
Simon Drakoel (Macedonisch: Симон Дракул), (Lazaropole, 24 september 1930 - 11 januari 1999) was een Macedonische schrijver, historicus en vertaler.